# Penthimia
Genre
Synonymes
- genre Penthima Berthold, 1827[1]

Penthimia est un genre d'insectes hémiptères de la famille des Cicadellidae, de la sous-famille des Deltocephalinae, et de la tribu des Penthimiini.

## Description
Les Penthimia se caractérisent par un corps trapu et robuste, en forme de tente (convexe) alors qu'ils ont la face ventrale aplatie. Ils sont de couleur noire à brune. Les ocelles sont placées sur la couronne et distantes des yeux. 

## Biologie
Il s'agit d'espèces qui se nourrissent en aspirant les sucs des feuilles de plantes. 

## Répartition
Le genre Penthimia est répandu en Amérique du Nord (4 espèces), dans le Paléarctique et dans les zones afrotropicales et indomalaise.

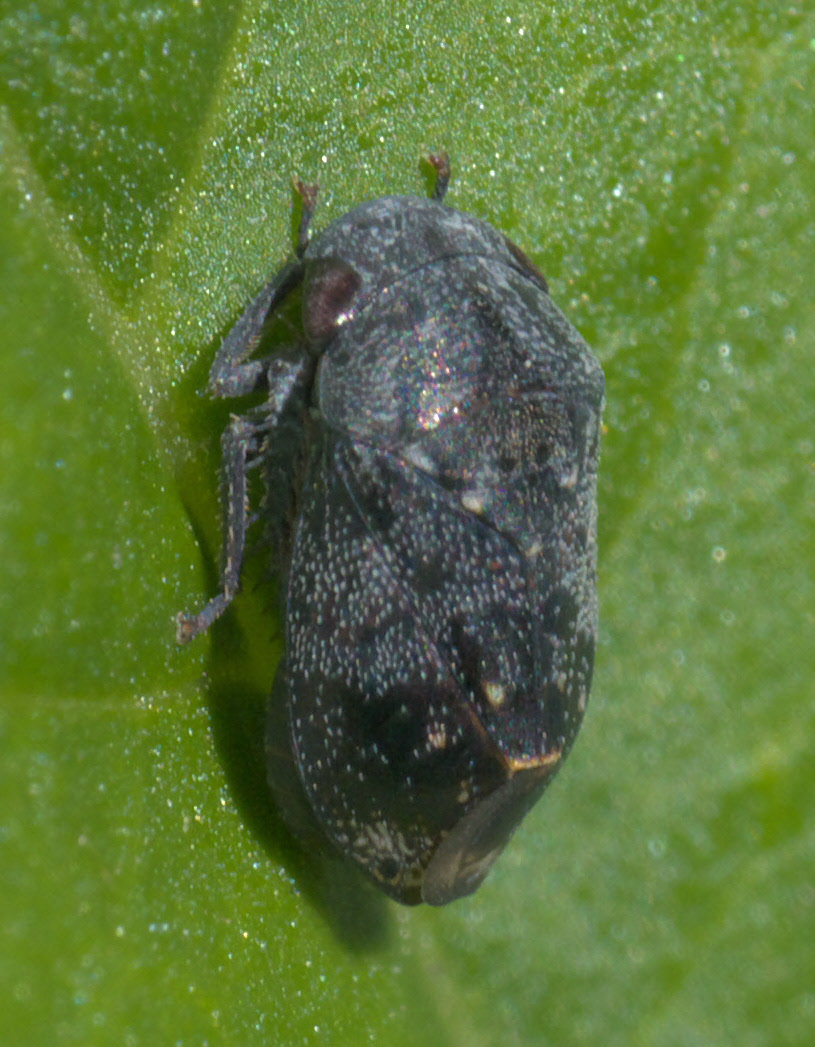
Penthimia americana, Oklahoma (États-Unis).
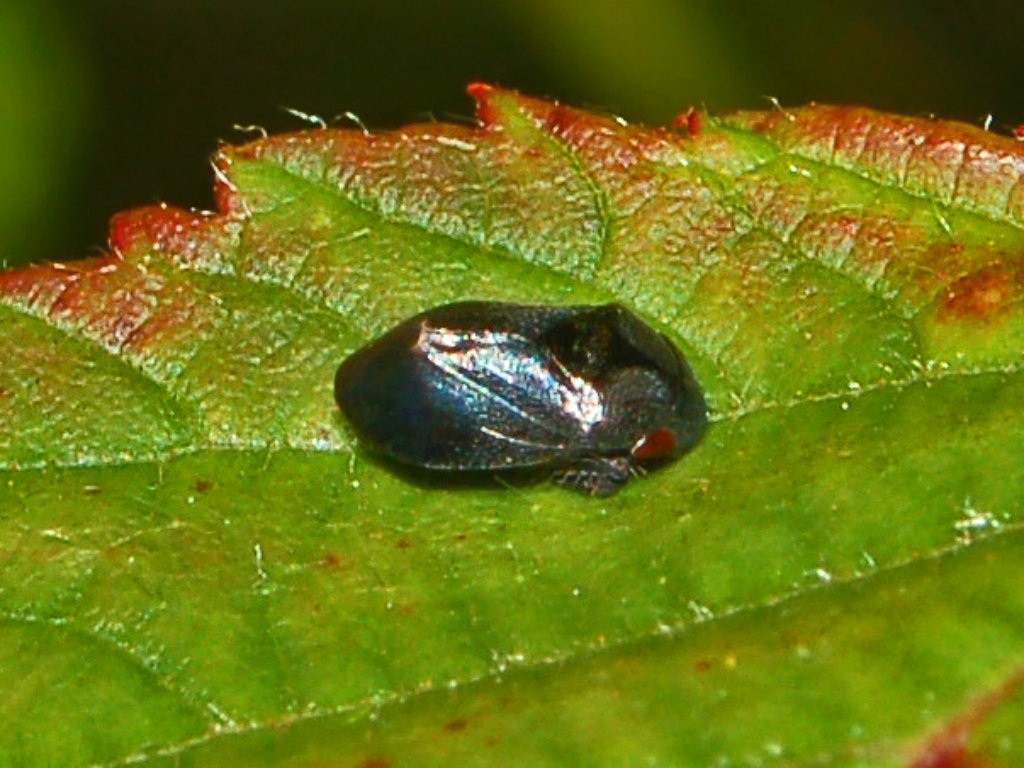
Penthimia nigra, Gênes, Italie.
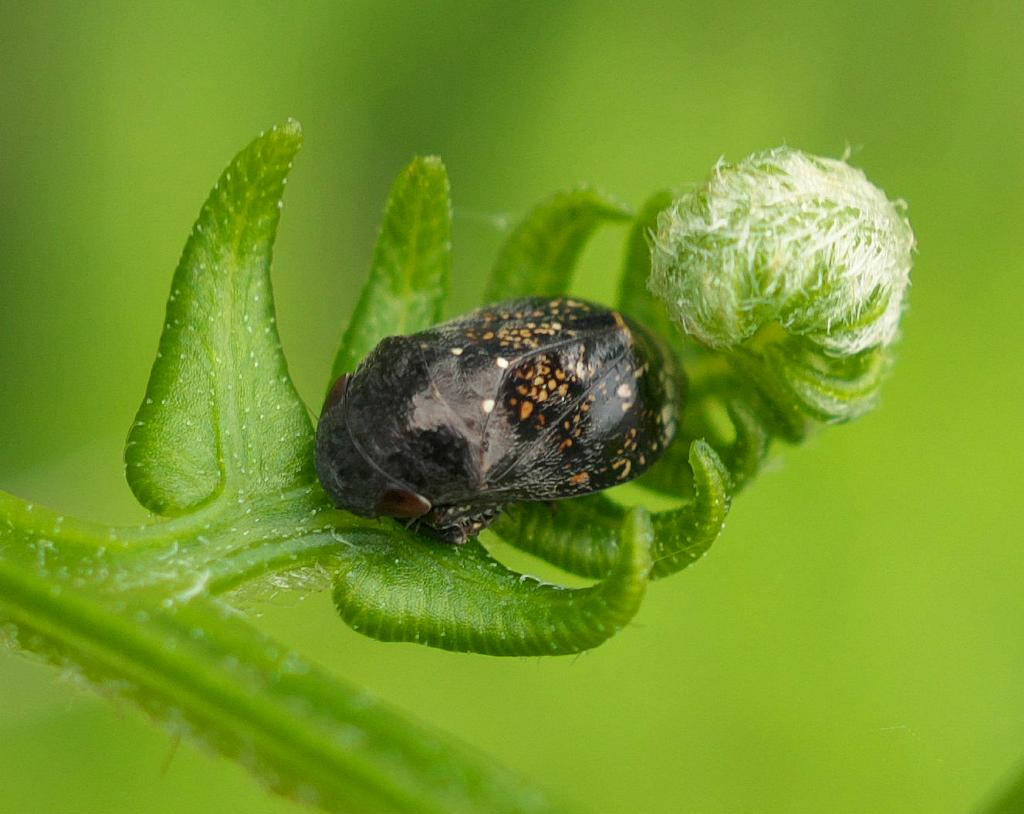
Penthimia nitida, Tanabe, Japon.
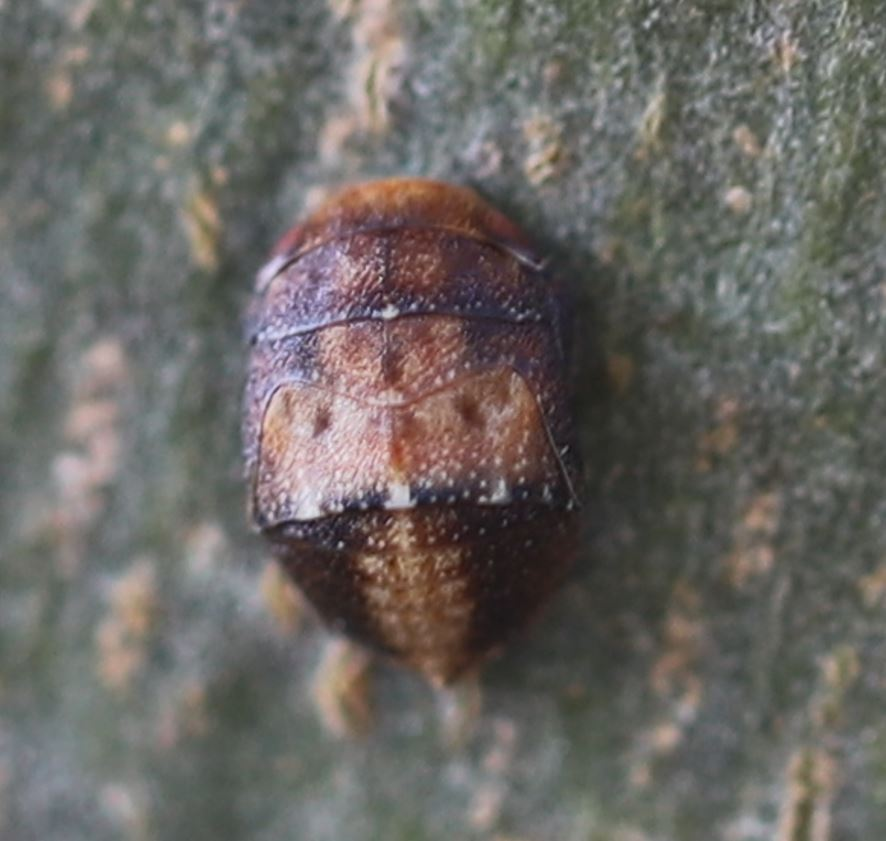
Juvénile de Penthimia nigra, Walldorf (Baden, Allemagne).

## Systématique
Le genre Penthimia a été créé en 1821 par l'entomologiste allemand Ernst Friedrich Germar (1786-1853).
Il est le genre type de la tribu des Penthimiini, autrefois placé dans une sous-famille propre, les Penthimiinae, puis déplacée dans les Deltocephalinae. Son espèce type est Penthimia nigra. Il compte environ 90 espèces.
Une révision des espèces du sous-continent indien a été effectuée par M. Shobharani, C. A. Viraktamath et M. D. Webb en 2018.
En 2021, le génome mitochondrial d'une espère chinoise, P. melanocephala Motschulsky, 1863, a été séquencé.

## Liste des espèces
Selon GBIF (8 juillet 2021), corrigé à partir de Shobharani et al.(2018) :
- Penthimia albiguttula Stål, 1870
- Penthimia albipennis Linnavuori, 1977
- Penthimia alboguttata Kuoh
- Penthimia americana Fitch, 1851
- Penthimia apicata Bierman, 1910
- Penthimia arcuata Cai & Shen, 1998
- Penthimia aridula Linnavuori, 1977
- Penthimia atomaria Walker, 1870
- Penthimia attenuata Distant, 1918
- Penthimia bos Linnavuori, 1977
- Penthimia caliginosa Walker, 1870
- Penthimia castanaica Jacobi, 1944
- Penthimia citrina Wang
- Penthimia compacta Walker, 1851
- Penthimia curvata Shobharani, Viraktamath & Webb, 2018
- Penthimia densa Kuoh
- Penthimia distanti Baker, 1924
- Penthimia dorsimaculata Kwon & Lee, 1978
- Penthimia ereba Distant, 1908
- Penthimia escalerae Distant, 1910
- Penthimia euterpe Linnavuori, 1977
- Penthimia flavinotum Matsumura, 1912
- Penthimia flavitarsis Melichar, 1914
- Penthimia floridana Lawson, 1933
- Penthimia formosa C.Yang
- Penthimia formosana Matsumura, 1912
- Penthimia fraterna Distant, 1918
- Penthimia fulviguttata L.
- Penthimia fulviventris Walker, 1851
- Penthimia fumosa Kuoh
- Penthimia funebris Distant, 1918
- Penthimia funerea Linnavuori, 1977
- Penthimia fuscomaculosa Kwon & Lee, 1978
- Penthimia guttula Matsumura, 1912
- Penthimia hemifuscata Merino, 1936
- Penthimia iris Bierman, 1910
- Penthimia irrorata Horvath, 1909
- Penthimia juno Distant, 1908
- Penthimia laetifica Dlabola, 1958
- Penthimia laevicollis Linnavuori, 1977
- Penthimia lenkoranea Dlabola, 1961
- Penthimia likimica Linnavuori, 1977
- Penthimia lurida Walker, 1870
- Penthimia maculipennis Spinola, 1852
- Penthimia maculosa Shobharani, Viraktamath & Webb, 2018
- Penthimia maolanensis L.
- Penthimia meghalayensis Shobharani, Viraktamath & Webb, 2018
- Penthimia melanocephala Motschulsky, 1863
- Penthimia minuta Linnavuori, 1977
- Penthimia montana Distant, 1918
- Penthimia mudonensis Distant, 1912
- Penthimia nana Kusnezov, 1931
- Penthimia neoattenuata Shobharani, Viraktamath & Webb, 2018
- Penthimia nigella Linnavuori, 1977
- Penthimia nigerrima Jacobi, 1944
- Penthimia nigra (Goeze, 1778)
- Penthimia nigropicea Motschulsky, 1863
- Penthimia nigroscutellata Cai & Shen, 1998
- Penthimia nitens Linnavuori, 1977
- Penthimia nitida Lethierry, 1876
- Penthimia noctua Distant, 1918
- Penthimia okinawana Hayashi & Machida, 1996
- Penthimia orientalis Walker, 1851
- Penthimia persephone Linnavuori, 1977
- Penthimia pluto Linnavuori, 1977
- Penthimia proxima Logvinenko, 1983
- Penthimia puncticollis Linnavuori, 1977
- Penthimia quadrinotata Distant, 1918
- Penthimia raniformis Walker, 1870
- Penthimia rawasi Bierman, 1910
- Penthimia rhadamantha Linnavuori, 1977
- Penthimia ribhoi Shobharani, Viraktamath & Webb, 2018
- Penthimia rubramaculata Kuoh
- Penthimia rubrostriata Kuoh
- Penthimia rufopunctata Motschulsky
- Penthimia sahyadrica Shobharani, Viraktamath & Webb, 2018
- Penthimia scapularis Distant, 1908
- Penthimia scutellata Melichar, 1902
- Penthimia sincipitalis Hayashi & Machida, 1996
- Penthimia spiculata Shobharani, Viraktamath & Webb, 2018
- Penthimia subniger Distant, 1908
- Penthimia testacea Kuoh, 1991
- Penthimia testudinea Evans, 1955
- Penthimia theae Matsumura, 1912
- Penthimia trimaculata Motschulsky, 1863
- Penthimia tumida Shobharani, Viraktamath & Webb, 2018
- Penthimia undata Cai & Shen, 1998
- Penthimia variolosa Walker, 1870
- Penthimia vicaria Walker, 1851
- Penthimia vinula
- Penthimia yunnana Kuoh
- Penthimia zampa Distant, 1910